# Insatstid (militär mission)
Insatstid med betydelsen militär mission/uppdrag avser den tidsperiod som den planerade verksamheten ska pågå.
Som ett exempel kan nämnas Svenska flygplatsenheten i Kongo vars insatstid var uppdelad i två perioder: juni 2003 – december 2003 för FK01, och december 2003 – juni 2004 för FK02.